# Okupacja Bośni i Hercegowiny przez Austro-Węgry
Okupacja Bośni i Hercegowiny przez Austro-Węgry – okupacja Bośni i Hercegowiny, dokonana przez Austro-Węgry w 1878. Jej skutkiem była aneksja Bośni i Hercegowiny przez Austro-Węgry w 1908.

## Powstanie w 1875
Bośnia i Hercegowina była w XIX wieku najbardziej na północ wysuniętą prowincją Imperium Osmańskiego, zamieszkałą przez ludność słowiańską. Była w bezlitosny sposób eksploatowana ekonomicznie, co wywoływało ciągle lokalne bunty i powstania ludności chrześcijańskiej. Odpowiedzią władz tureckich były represje, które z kolei wywoływały kolejne bunty. Jedno z takich powstań wybuchło w czerwcu 1875 w górzystej i niedostępnej części Hercegowiny. Powstanie w ciągu kilku miesięcy rozszerzyło się na całą Bośnię. Powstanie miało początkowo charakter chłopskiego buntu, ale nawiązało kontakty z komitetem bośniackich emigrantów w Slawonii, skąd otrzymało pomoc i doradców. Powstanie nie posiadało wybitnych dowódców (wybrany na wodza Słoweniec Miroslav Hubmajer okazał się nieodpowiednim kandydatem) i nie odniosło znaczących sukcesów, jednak ciągle trwało, szczególnie przy granicy chorwackiej w Bośni i czarnogórskiej w Hercegowinie.
Wybuch powstania spotkał się z wielką przychylnością w Księstwie Serbii i Księstwie Czarnogóry, wiadomość o powstaniu wywołała także antytureckie powstanie kwietniowe w Bułgarii. W Serbii i Czarnogórze, nie czekając na reakcję władz, powstały komitety pomocy, rozpoczęto wysyłanie ochotników. Władcy obu księstw, Mikołaj I Petrowić-Niegosz i Milan I Obrenowić, pomimo wrogiego powstaniu stanowiska Austro-Węgier, wskutek nacisku mieszkańców zdecydowali się na przystąpienie do wojny. W połowie czerwca oba kraje podpisały sojusz wojskowy, w którym zawarto obietnicę zajęcia Bośni przez Serbię, a Hercegowiny przez Czarnogórę, oraz ogłoszono, że powstanie ma charakter nie socjalny lub religijny, lecz narodowy. 2 lipca 1876 powstańcy ogłosili zjednoczenie Bośni z Serbią.

## Stosunek mocarstw europejskich do powstania
Stosunek mocarstw europejskich do powstania był zróżnicowany: Anglia jednoznacznie prowadziła politykę proturecką, Francja po wojnie francusko-pruskiej była wyczerpana i nie podjęła żadnych działań politycznych. Austro-Węgry, z poparciem Cesarstwa Niemieckiego, zdecydowały się przejąć inicjatywę polityczną. Rosja, nie chcąc konfliktu z Cesarstwem Niemieckim, zdecydowała się na rozmowy. 8 lipca 1876 w Reichstadt spotkali się władcy Rosji Aleksander II Romanow i Austro-Węgier Franciszek Józef I, oraz ich ministrowie spraw zagranicznych Aleksandr Gorczakow i Gyula Andrássy. Wspólnie ustalili, że obie strony zachowają neutralność, jednak w przypadku klęski Turcji podzielą się strefami wpływów w ten sposób, że rosyjska obejmie Bułgarię, a austro-węgierska Bośnię i Hercegowinę. Porozumienie to potwierdzono dwoma tajnymi układami w Wiedniu i Budapeszcie w styczniu 1877.

## Dalszy rozwój wydarzeń

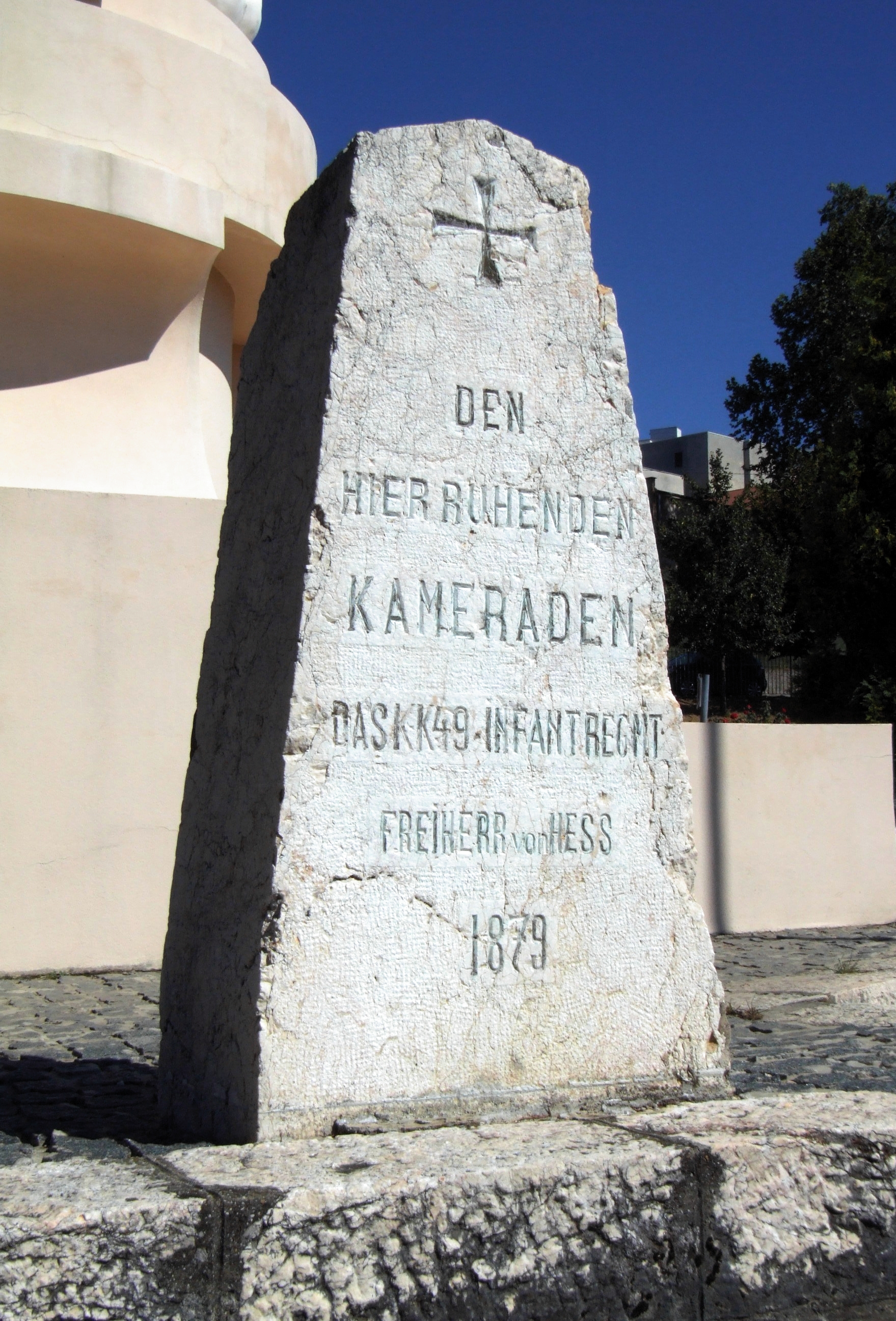
Sarajewo - pomnik żołnierzy austriackich poległych w czasie zajmowania Bośni

Na początku 1877 wojska serbskie poniosły klęskę pod Djunisem, w wojska tureckie zaatakowały teren Księstwa Serbii. Tylko rosyjskie ultimatum uratowało Serbię, lecz była zmuszona w marcu 1877 zawrzeć pokój. Wojska czarnogórskie walczyły lepiej, ale udało im się odnieść tylko lokalne zwycięstwa na terenie Hercegowiny. Również w marcu 1877 w Stambule odbyła się konferencja 6 mocarstw, na której Turcja zobowiązała się do przyznania Bośni i Bułgarii autonomii, oraz zrównania w prawach ludności tureckiej i słowiańskiej. Postanowienia konferencji nie zostały jednak zrealizowane, tak jak i kolejnej, w Londynie.
W związku z tym 24 kwietnia 1877 Rosja rozpoczęła wojnę, a jej wojska wkroczyły na teren Bułgarii. Pod koniec roku do wojny przystąpiła ponownie Serbia, a Czarnogóra zajęła Bar. Dzięki sukcesom armii rosyjskiej zawarto traktat w San Stefano. Traktat, przewidujący powstanie Wielkiej Bułgarii, wzmocnił znacznie pozycję Rosji na Bałkanach, co wywołało sprzeciw innych mocarstw. W związku z tym zwołano w 1878 w Berlinie kongres pokojowy, który doprowadził do rewizji postanowień z San Stefano.
Na kongresie przyznano Austro-Węgrom prawo okupacji i administracji Bośni i Hercegowiny, zastrzegając prawa suwerenne dla Turcji. Zaraz po kongresie, w lipcu wojska austro-węgierskie przystąpiły do zajmowania prowincji. Wywołało to opór miejscowej ludności, sprzeciwiającej się okupacji. W walkach i pacyfikacjach zginęło około 150 tysięcy Bośniaków. Ostatecznie prowincja została zajęta w październiku 1878. Pod koniec roku Sabor chorwacki wystąpił z petycją do cesarza o włączenie Bośni i Hercegowiny do Chorwacji, jednak petycja została odrzucona wskutek węgierskich protestów.
W związku z brakiem decyzji co do przynależności prowincji, teoretycznie rządziło nią austro-węgierskie ministerstwo spraw zagranicznych, a po kilku miesiącach ministerstwo finansów. Praktycznie do 1882 władzę sprawował dowódca wojsk okupacyjnych. Po wybuchu w 1882 powstania w Hercegowinie, związanego z poborem do wojska austriackiego, ustanowiono cywilnego namiestnika Bośni, którym do 1905 był Beniamin Kallay. Władze austro-węgierskie nie przeprowadziły w prowincji żadnych reform, panował tam nadal turecki system feudalny. Jednak ze względów strategicznych zbudowano linie kolejowe (około 1600 km) i drogi. Nastąpił również rozwój przemysłu, głównie drzewnego, tekstylnego i tytoniowego.
Taki stan trwał do jesieni 1908, kiedy to w odpowiedzi na  rewolucję młodoturecką Austro-Węgry anektowały Bośnię i Hercegowinę tworząc tym samym Kondominium Bośni i Hercegowiny. Manifest cesarski do ludności o włączeniu do Austro-Węgier został ogłoszony 6/7 października. Aneksja, obalając postanowienia traktatu berlińskiego, wywołała kryzys, nazywany kryzysem bośniackim.
5 października 1908, w związku z kryzysem bośniackim, niepodległość ogłosiło Carstwo Bułgarii. W lutym 1909 aneksję Bośni uznała Turcja, zrzekając się praw do prowincji, 31 marca uznało ją Królestwo Serbii, a 5 kwietnia Księstwo Czarnogóry.